# Кулевка (Курская область)
Кулевка — село в Горшеченском районе Курской области России. Входит в состав Ясеновского сельсовета.

## География
Село находится в восточной части Курской области, в лесостепной зоне, в пределах юго-западной части Среднерусской возвышенности, вблизи административной границы с Воронежской областью, на расстоянии примерно 9 километров (по прямой) к востоку-северо-востоку (ENE) от посёлка городского типа Горшечное, административного центра района. Абсолютная высота — 235 метров над уровнем моря.
Часовой пояс
Село Кулевка, как и вся Курская область, находится в часовой зоне МСК (московское время). Смещение применяемого времени относительно UTC составляет +3:00.

## Население
| 1859 | 1897  | 2002 | 2010 |
| ---- | ----- | ---- | ---- |
| 1408 | ↗2097 | ↘615 | ↘444 |

Гендерный состав
По данным Всероссийской переписи населения 2010 года в гендерной структуре населения мужчины составляли 42,8 %, женщины — соответственно 57,2 %.
Национальный состав
Согласно результатам переписи 2002 года, в национальной структуре населения русские составляли 99 % из 615 чел.

## Известные уроженцы
3 января 1904 года в селе родился Герой Советского Союза Яков Михайлович Проскурин.

## Улицы
Уличная сеть села состоит из семи улиц.